# Bluefields

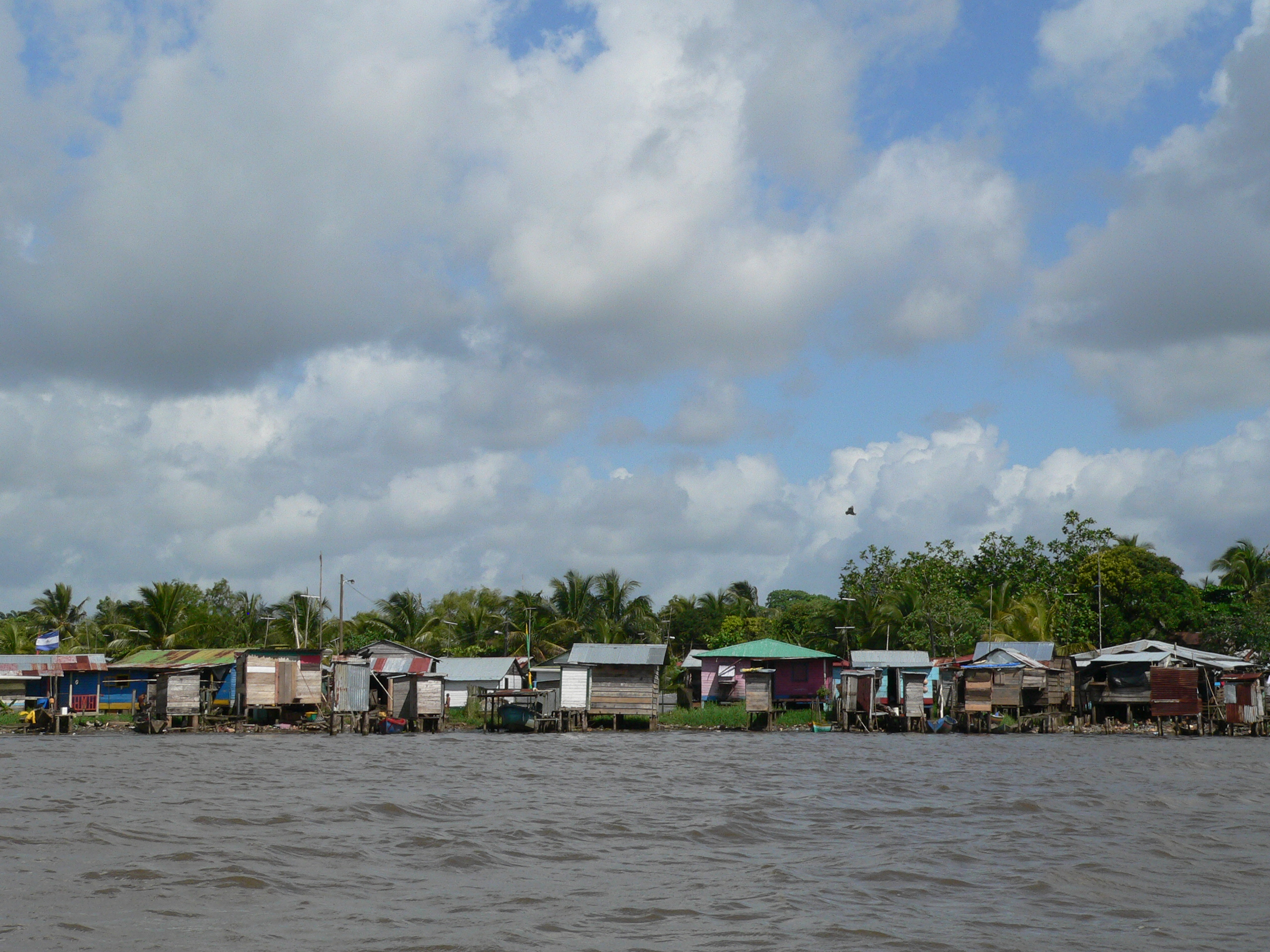
Huizen aan het water in de stad

Bluefields is een gemeente in Nicaragua de hoofdstad van het autonome gebied Costa Caribe Sur. De stad is vernoemd naar de Nederlandse piraat Abraham Blauvelt, die in de 17e eeuw de baai gebruikte als schuilplaats. In 1678 werd Bluefields de hoofdstad van het Engelse protectoraat van de Miskitokust.
In 2015 had Bluefields een bevolking van bijna 56.000 personen; met name Mestizo's, Miskito's, Creolen, en ook Garifuna's, Chinezen, Sumu's en Rama's. Ongeveer vijfentachtig procent van de bevolking woont in urbaan gebied (área de residencia urbano).
Bluefields is de grootste haven van Nicaragua aan de Caraïbische zijde. Hardhout, vis, garnalen en kreeften worden er geëxporteerd. In 1988 werd Bluefields door de orkaan Jane vernietigd, maar daarna weer herbouwd.
Bluefields heeft een eigen voetbalclub Deportivo Bluefields, die speelt in de Primera Divisíon.

## Geografie
De stad ligt aan de Bluefieldsbaai bij de monding van de Escondido, die tevens de grens vormt met Kukra Hill.
Door de gemeente stroomt ook een aantal andere rivieren, waaronder de Kukra, de Punta Gorda en de Maíz, die alle uitmonden in de Caribische Zee.
Bluefields heeft een oppervlakte van 4775 km² en met bijna 56.000 inwoners in 2015 bedroeg de bevolkingsdichtheid 12 inwoners per vierkante kilometer. De stad ligt op 323 km van de landelijke hoofdstad Managua.

### Bestuurlijke indeling
De gemeente bestaat uit 16 stedelijke buurten binnen de stad Bluefields en 21 plattelandsgemeenschappen verdeeld over de rest van het gebied.

### Aangrenzende gemeenten
| Aangrenzende gemeenten | Aangrenzende gemeenten | Aangrenzende gemeenten   | Aangrenzende gemeenten | Aangrenzende gemeenten |
| ---------------------- | ---------------------- | ------------------------ | ---------------------- | ---------------------- |
| El Rama                |                        | Kukra Hill               |                        |                        |
|                        |                        |                          |                        |                        |
| Nueva Guinea           |                        |                          |                        |                        |
|                        |                        |                          |                        |                        |
| El Castillo (RSJ)      |                        | San Juan del Norte (RSJ) |                        |                        |

### Klimaat
Bluefieds heeft een tropisch regenwoudklimaat, een zogenaamd Af-klimaat volgens Köppen. Er is een drogere periode van februari tot april, maar de passaat zorgt ervoor dat er toch geregeld regen valt, in tegenstelling tot de westkust van het Nicaragua. Verder valt er in de rest van het jaar veel neerslag. De gemiddelde temperatuur schommelt tussen de 22 en 30°C, de maximumtemperaturen zijn lager dan in het noordelijker gelegen Puerto Cabezas, maar de minimumtemperaturen hoger.
| Maand                                   | jan   | feb   | mrt  | apr   | mei   | jun   | jul   | aug   | sep   | okt   | nov   | dec   | Jaar    |
| --------------------------------------- | ----- | ----- | ---- | ----- | ----- | ----- | ----- | ----- | ----- | ----- | ----- | ----- | ------- |
| Gemiddeld maximum (°C)                  | 27,8  | 28,4  | 29,0 | 29,8  | 29,9  | 28,9  | 28,1  | 28,5  | 29,1  | 28,8  | 28,4  | 28,0  | 28,7    |
| Gemiddelde temperatuur (°C)             | 24,9  | 25,2  | 26,2 | 27,0  | 27,0  | 26,0  | 25,6  | 25,6  | 25,8  | 25,6  | 25,3  | 25,2  | 25,8    |
| Gemiddeld minimum (°C)                  | 22,2  | 22,3  | 23,3 | 23,7  | 24,2  | 23,9  | 23,7  | 23,6  | 23,5  | 23,1  | 22,8  | 22,6  | 23,2    |
|                                         |       |       |      |       |       |       |       |       |       |       |       |       |         |
| Neerslag (mm)                           | 218,0 | 114,0 | 71,0 | 101,0 | 264,0 | 581,0 | 828,0 | 638,0 | 383,0 | 418,0 | 376,0 | 328,0 | 4.320,0 |
| Bron: Hong Kong Observatory (1961-1990) |       |       |      |       |       |       |       |       |       |       |       |       |         |

## Geboren
- Bárbara Carrera (1945), Amerikaans actrice

## Stedenbanden
Bluefields heeft stedenbanden met:
- Girona (Spanje)
- Racine (Verenigde Staten)